# Седиментаційна рівновага
Седиментаційна рівновага (рос. равновесие седиментации, англ. sedimentation equilibrium) — рівновага, встановлена в відцентровому полі, де нема потоків жодного з компонентів через будь-яку площину, перпендикулярну до відцентрової сили. Це рівновага між седиментацією та дифузією.